# Alexander Augustus Norman Dudley Pentland
Alexander Augustus Norman Dudley »Jerry« Pentland, avstralski častnik, vojaški pilot in letalski as, * 5. avgust 1894, Queensland, † 1983, New South Wales.  	
Stotnik Pentland je v svoji vojaški karieri dosegel 23 zračnih zmag.

## Odlikovanja
- Military Cross (MC)
- Distinguished Flying Cross (DFC)